# Алдакай (приток Унгры)
Алдакай — река в Нерюнгринском районе Якутии, левый приток Унгры. Течёт в общем северо-восточном направлении среди елово-лиственничной тайги. Устье находится в 34 км по левому берегу Унгры. Длина реки — 86 км.

## Притоки
- Базовский[5] (лв)
- Улахин-Онгхой[2] (лв)
- Нижний Атытар[2] (лв)
- Солокит[2] (пр)
- Атытар[3] (лв)
- Амутычи[3] (пр)
- Левый Эймичи[3] (лв)
- Амнунначи-Алдайкайский[3] (лв)
- Ковырдак[3] (лв)
- Колбочи[3] (лв)
- Амнунначи[3] (пр)
- Малый Солокит[3] (лв)
- Солокит[3] (лв)

## Фауна окрестностей
На реке находится зимовальная яма, и потому запрещен лов рыбы в осенне-весенний период.
В районе рек Алдакай, Якокит встречается изюбр.

## Экономика
В речном бассейне существуют месторождения угля Алдакайское (не разрабатываемое) и Лево-Алдакайское. Открыты они горным инженером Кованько, участником Забайкальской экспедиции Ахтэ в 1849—1861 гг.